# Skybird
Skybird is een single van Neil Diamond. Het is afkomstig van zijn album Jonathan Livingston Seagull. Als album verkocht het goed, maar de singles Be en Skybird verkochten maar matig. Skybird heeft als ondertitel "The lesson". Het lied maakt onderscheid tussen Skybird (vogels die alleen maar eindeloos vliegen), Songbird (zangvogels) en Nightbird (nachtvogels).
De B-kant was Lonely looking sky van hetzelfde album.

## Lijsten
Het liedje had succes in de Verenigde Staten (plaats 75 in de hitparade), Australië (plaats 74), België (plaats 25) en Nederland. In het Verenigd Koninkrijk haalde het geen notering.

### Nederlandse Top 40
| Hitnotering: week 16/1974 t/m 23/1974 | Hitnotering: week 16/1974 t/m 23/1974 | Hitnotering: week 16/1974 t/m 23/1974 | Hitnotering: week 16/1974 t/m 23/1974 | Hitnotering: week 16/1974 t/m 23/1974 | Hitnotering: week 16/1974 t/m 23/1974 | Hitnotering: week 16/1974 t/m 23/1974 | Hitnotering: week 16/1974 t/m 23/1974 | Hitnotering: week 16/1974 t/m 23/1974 | Hitnotering: week 16/1974 t/m 23/1974 |
| Week:                                 | 1                                     | 2                                     | 3                                     | 4                                     | 5                                     | 6                                     | 7                                     | 8                                     |                                       |
| ------------------------------------- | ------------------------------------- | ------------------------------------- | ------------------------------------- | ------------------------------------- | ------------------------------------- | ------------------------------------- | ------------------------------------- | ------------------------------------- | ------------------------------------- |
| Positie:                              | 34                                    | 21                                    | 18                                    | 14                                    | 13                                    | 23                                    | 38                                    | 40                                    | uit                                   |

### NederlandseSingle Top 100
| Hitnotering: 27-04-1974 t/m 31-05-1974 | Hitnotering: 27-04-1974 t/m 31-05-1974 | Hitnotering: 27-04-1974 t/m 31-05-1974 | Hitnotering: 27-04-1974 t/m 31-05-1974 | Hitnotering: 27-04-1974 t/m 31-05-1974 | Hitnotering: 27-04-1974 t/m 31-05-1974 | Hitnotering: 27-04-1974 t/m 31-05-1974 |
| Week:                                  | 1                                      | 2                                      | 3                                      | 4                                      | 5                                      |                                        |
| -------------------------------------- | -------------------------------------- | -------------------------------------- | -------------------------------------- | -------------------------------------- | -------------------------------------- | -------------------------------------- |
| Positie:                               | 20                                     | 14                                     | 6                                      | 10                                     | 16                                     | uit                                    |

### BRT Top 30
| Hitnotering: 15-06-1974 t/m 11-06-1974 | Hitnotering: 15-06-1974 t/m 11-06-1974 | Hitnotering: 15-06-1974 t/m 11-06-1974 |
| Week:                                  | 1                                      |                                        |
| -------------------------------------- | -------------------------------------- | -------------------------------------- |
| Positie:                               | 25                                     | uit                                    |